# FreeBSD Foundation
Die FreeBSD Foundation ist eine in den Vereinigten Staaten registrierte Non-Profit-Organisation (offizielle landesübliche Bezeichnung: 501(c)(3)). Sie verschreibt sich der Unterstützung des FreeBSD-Projektes und seiner Community. Ihre finanziellen Mittel bezieht sie aus Spenden von Einzelpersonen und Firmen. Diese werden hauptsächlich darauf verwandt, FreeBSD-Entwickler für bestimmte projektbezogene Aktivitäten zu finanzieren, Hardware- und Netzwerkinfrastruktur zu kaufen, Reisekostenzuschüsse zu Entwicklertreffen gewähren zu können und die Veranstaltung von Community-Treffen wie den BSDCons finanziell zu unterstützen. Die FreeBSD Foundation ist in der Lage eine legale Repräsentation des FreeBSD-Projektes zu sein und in seinem Sinne Verträge und Vereinbarungen zu unterzeichnen. Sie ist im Besitz der FreeBSD Marke und zugehörigen Domain-Namen.
Die FreeBSD Foundation erhielt am 7. Dezember 2000 den Status einer gemeinnützigen 501(c)(3) Vereinigung. Ihre Gründung wurde formell öffentlich am 27. Juni 2001 bekannt gegeben.

## FreeBSD Foundation Vorstand
Häufig waren oder sind Mitglieder des Vorstandes in andere Teile des FreeBSD-Projektes involviert.
Der aktuelle Vorstand setzt sich wie folgt zusammen:
- George Neville-Neil, Präsident
- Benedict Reuschling, Vize-Präsident (Mitglied seit dem 6. Juli 2015[7])
- Justin T. Gibbs, Sekretär und Gründer
- Marshall Kirk McKusick, Schatzmeister
- Hiroki Sato, Direktor
- Robert N. M. Watson, Direktor
- Kylie Liang, Direktorin (Mitglied seit dem 23. August 2016[8])
- Philip Paeps, Direktor (Mitglied seit dem 23. August 2016[9])